# I Quit (Bros-dal)
Az I Quit című dal a brit Bros fiúcsapat 1988. szeptember 5-én megjelent kislemeze a Push című stúdióalbumról. A dal az Egyesült Királyságban a 4. helyig jutott.

## Megjelenések
7"  Európa CBS – 653000 7
- A	I Quit 3:22
- B	I Quit (Acid Drops) 3:59

## Slágerlista
| Slágerlista                                  | Legjobb Helyezés |
| -------------------------------------------- | ---------------- |
| Ausztrália (ARIA Charts)                     | 14               |
| Belgium (Ultratop)                           | 17               |
| Németország (GfK Entertainment Charts)       | 38               |
| Írország (Ír slágerlista)                    | 23               |
| Hollandia (MegaCharts)                       | 30               |
| Új-Zéland (Official New Zealand Music Chart) | 47               |
| Franciaország (SNEP)                         | 25               |
| Egyesült Királyság (Brit kislemezlista)      | 4                |